# Viviane Malet
Pour les articles homonymes, voir Malet.
Viviane Malet, née le 28 octobre 1954, est une femme politique française. Elle est sénatrice de La Réunion depuis 2017.

## Biographie
Proche de Michel Fontaine, dont elle a été l'adjointe à la mairie de Saint-Pierre, elle est conseillère régionale de La Réunion entre 2010 et 2015, puis est élue conseillère départementale dans le canton de Saint-Pierre-1 en binôme avec Hermann Rifosta lors des élections départementales de 2015.
En 2016, elle prend la présidence du centre de gestion de la fonction publique territoriale (CDG) de La Réunion.
Viviane Malet est élue sénatrice de La Réunion le 24 septembre 2017. Elle quitte alors la tête du CDG. Au Sénat, elle siège à la commission des Affaires sociales et à la délégation sénatoriale aux outre-mer.
Elle parraine Laurent Wauquiez pour le congrès des Républicains de 2017, lequel est élu président du parti.
Viviane Malet est réélue sénatrice lors des élections sénatoriales de 2023 à La Réunion.